# Gorybia picturata
Gorybia picturata är en skalbaggsart som beskrevs av Martins 1976. Gorybia picturata ingår i släktet Gorybia och familjen långhorningar. Inga underarter finns listade i Catalogue of Life.